# Ligne Ringwood West
Pour les articles homonymes, voir Ringwood.
La ligne Ringwood West était une ligne défensive durant la Seconde Guerre mondiale située en Angleterre, partant vers le sud, de la ligne GQG près de Frome jusqu'à la côte
La ligne était constituée d'obstacles naturels et artificiels, tels que les rivières et les canaux, et était renforcée par des casemates, des emplacements de canons et des obstacles anti-chars. Dans le cas d'une invasion, il était prévu que des mines soient ajoutées et que les principaux points de passage clé, comme les ponts, soit démolis.